# Schwaighof (St. Pölten)

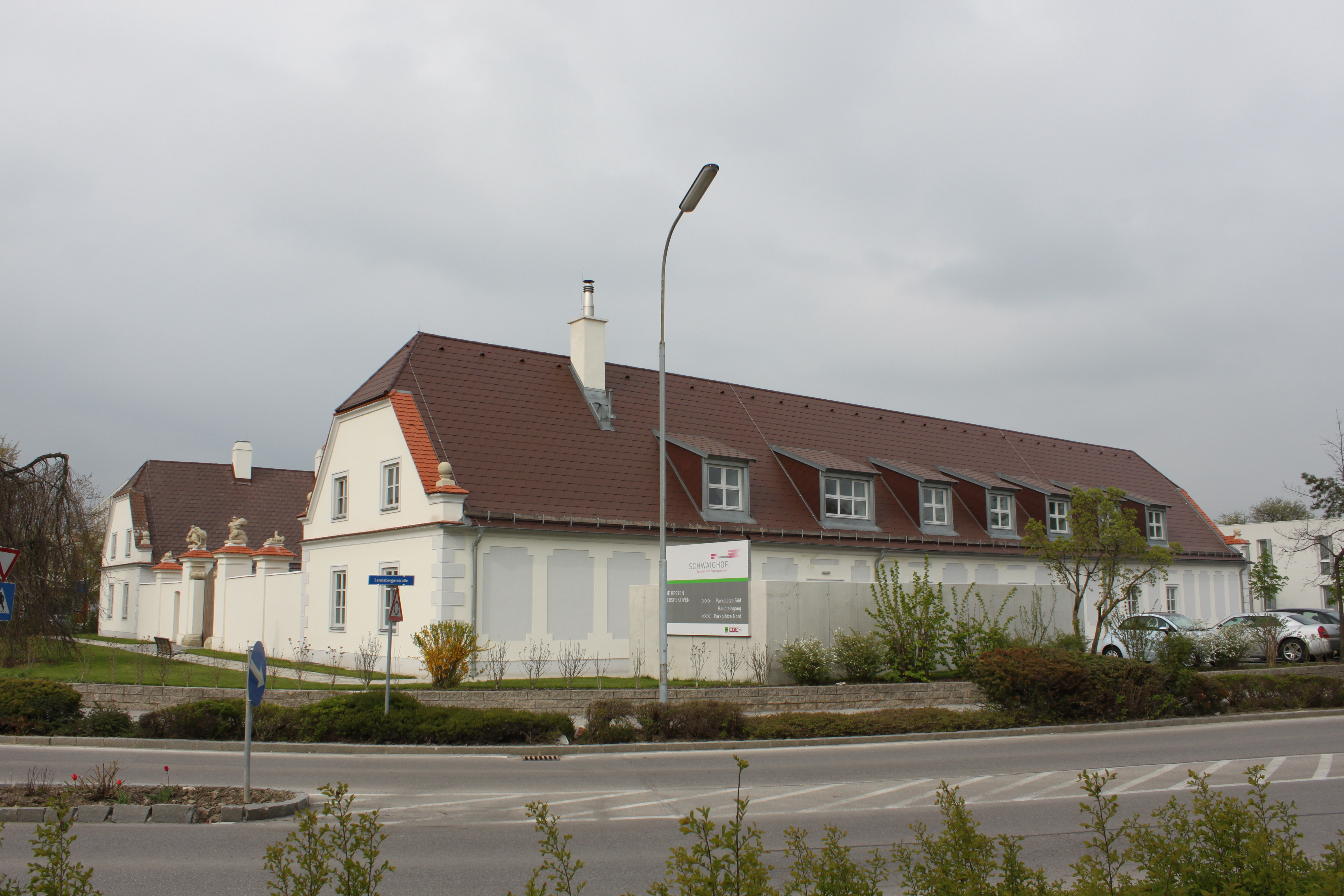
Schwaighof

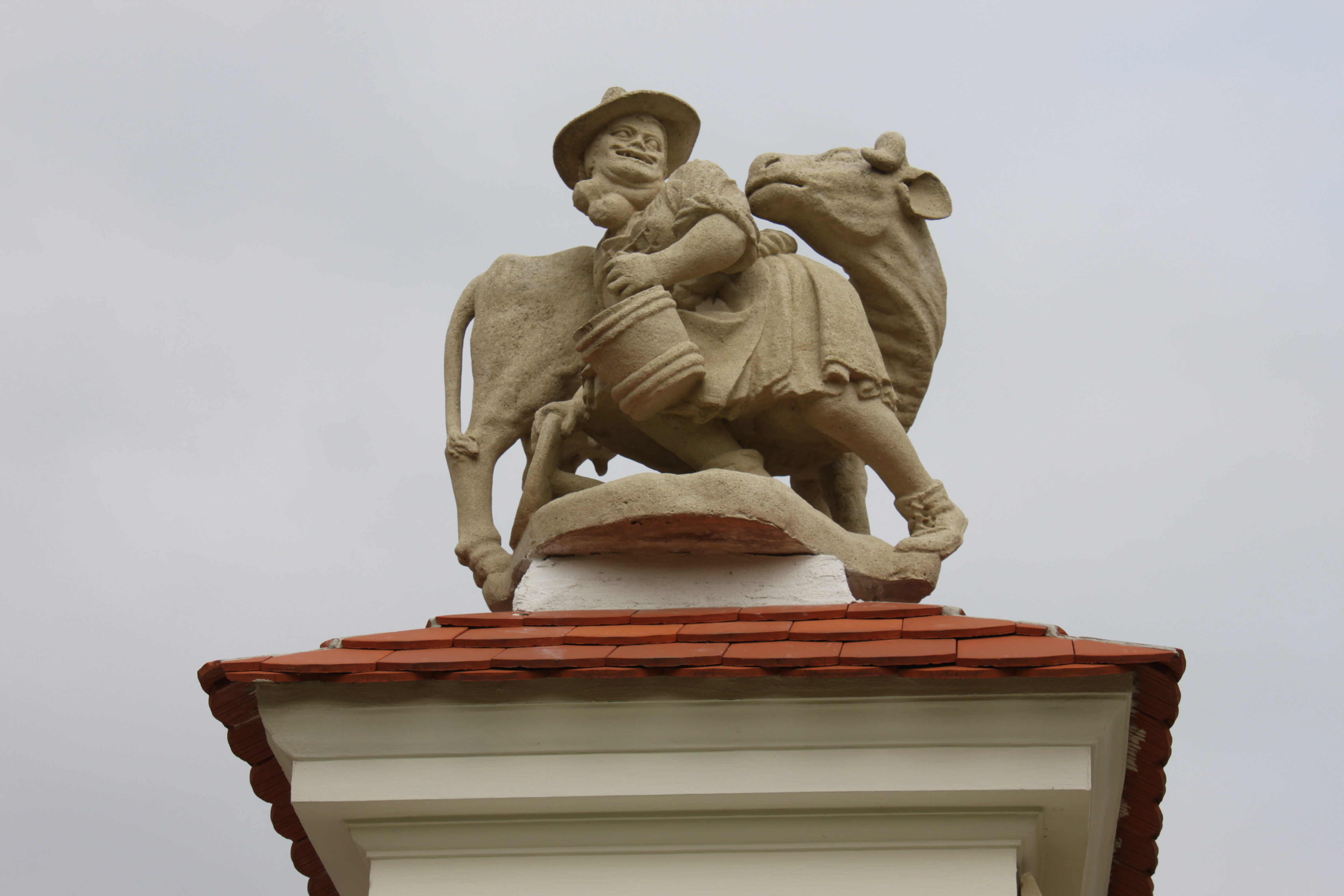
Kuhmelkerin

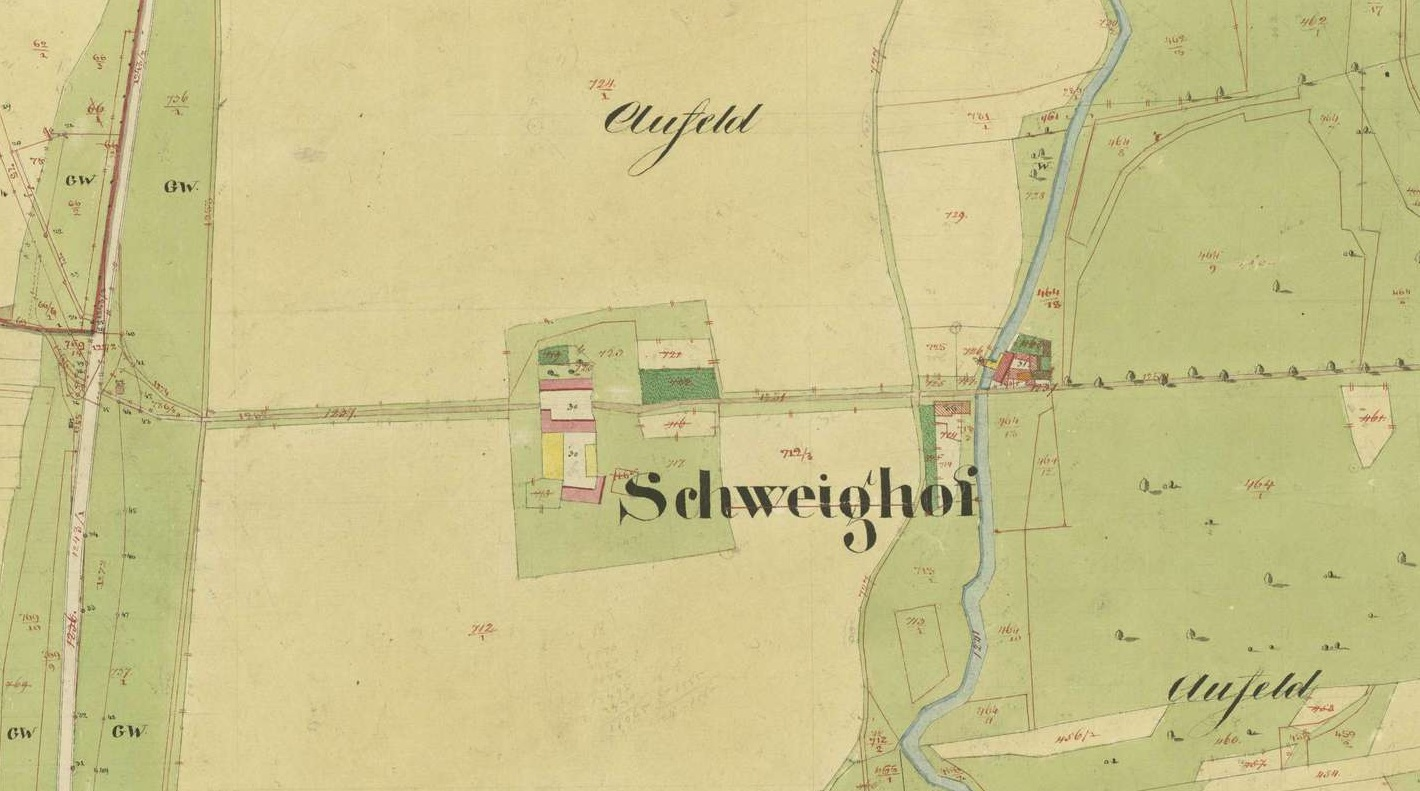
Der Schwaighof im Franziszeischen Kataster (1821)

Der Schwaighof steht im St. Pöltner Stadtteil Spratzern am südlichen Ende der Josefstraße in der Landsbergerstraße 11. Der ehemalige Sommersitz des Propstes des Augustiner-Chorherrenstiftes St. Pölten ist jetzt ein Seminarzentrum des Wirtschaftsförderungsinstitutes.

## Geschichte
Der Schwaighof wurde im 12. Jahrhundert auf dem Steinfeld, ein Flurname in der Gegend zwischen den Zentren von St. Pölten und Spratzern, als Wirtschaftshof errichtet. Der Wirtschaftshof wurde bei der Zweiten Wiener Türkenbelagerung im Jahre 1683 von den Türken zerstört. Das Anwesen ging im Jahre 1692 an das Augustiner-Chorherrenstift, welches daraufhin einen barocken Wiederaufbau durchführte. Als Bildhauer und Architekt werden Jakob Prandtauer und Christian Alexander Oedtl angenommen. In den Jahren 1986 bis 1988 war ein Umbau zu einem Hotel, welches 1993 weiter ausgebaut wurde. Von 2007 bis 2008 wurde der Schwaighof von den Architekten Roman Mramor und Rolf Neustädter generalsaniert.

## Schwaighof
Zwei parallele eingeschoßige Trakte mit frühbarocker Fassade mit kräftige Putzrahmengliederung und Ortsteindekor unter Schopfwalmdächern wurden durch Portalmauern verbunden. Auf den Portalpfeilern sind vier Abgüsse barocker Groteskfiguren nach Originalen aus 1695 bis 1700 Kuhmelkerin, Schnitter, Schafscherer und Hirte, deren Originale im Hof des St. Pöltner Stadtmuseums aufgestellt sind. Niedere Pfeiler tragen Skulpturen von Nutztieren. Südseitig liegt ein Wirtschaftsflügel als dreischiffige Halle mit Platzlgewölbe und vier Pfeilern.
Nordseitig steht der ehemalige Wohntrakt des Propstes Christoph Müller von Prankenheim mit Deckenstuck um 1700 und passförmigen Freskenfeldern.